# Referéndum sobre el sistema electoral de las Islas Vírgenes de los Estados Unidos de 2019
El 30 de marzo de 2019 se celebró un referéndum sobre la modificación del sistema electoral para la Legislatura en las Islas Vírgenes de los Estados Unidos. Aunque la propuesta fue aprobada por el 74.63% de los votantes, la participación electoral fue inferior al 10%, invalidando el resultado.

## Trasfondo

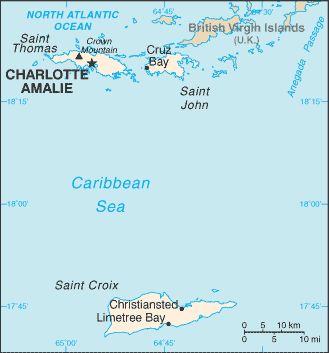
Mapa de las Islas Vírgenes de los Estados Unidos

El referéndum fue una iniciativa popular presentada por la organización de jubilados del gobierno de St. Croix. Para que la iniciativa fuera a un referéndum, la organización debía recoger las firmas de al menos el 10% de los votantes registrados en los dos distritos electorales, St Croix y St Thomas / St John . Recogieron 2.243 firmas en St Croix (por encima de las 2.298 requeridas) y 2.553 en St Thomas / St John (donde se requirieron 2.530), lo que significa que la propuesta se someterá a votación pública.
Para que el resultado del referéndum hubiese sido válido, se requería una mayoría necesitaría de un 75 % de votos a favor de la propuesta y la participación electoral debía ser superior al 50%.

## Propuesta de reforma
La Legislatura de las Islas está compuesta por 15 miembros elegidos en dos distritos de siete miembros (St Croix y St Thomas / St John) y un miembro general (que tenía que ser residente de St John). La propuesta establecería a St Croix y St Thomas divididos en dos distritos de dos miembros, mientras que St John sería un distrito de un solo miembro. También se elegirían tres miembros en general de St. Croix y St. Thomas.